# Liste der Bodendenkmale in Zschepplin
In der Liste der Bodendenkmale in Zschepplin sind die Bodendenkmale der Gemeinde Zschepplin und ihrer Ortsteile nach dem Stand der Auflistung von Klaus Kroitzsch und Harald Quietzsch aus dem Jahr 1984 aufgelistet. Eventuelle Änderungen und Ergänzungen, insbesondere aus der Zeit nach der Wende, sind nicht berücksichtigt, da für Sachsen aktuell keine neueren allgemein zugänglichen Bodendenkmallisten vorliegen. Die Baudenkmale sind in der Liste der Kulturdenkmale in Zschepplin aufgeführt.
| Denkmal-ID | Fundart             | Ortsteil       | Bezeichnung               | Zeitstellung    | Lage | Bemerkungen                                                                                                   | Bild |
| ---------- | ------------------- | -------------- | ------------------------- | --------------- | --- | --- | ---- |
| ?          | Befestigung > Burg  | Hohenprießnitz | Wehranlage „Lusthausberg“ | Mittelalter     | südöstlich des Orts, Parkrand, Geländesporn über der Mulde                                                                  | Abschnittsbefestigung in Spornlage, doppelter Wall und zwei Gräben im Südwesten, Schutz seit 1. November 1957 |      |
| ?          | besonderer Stein    | Oberglaucha    | Steinkreuz                | Spätmittelalter | südwestlich des Orts, Kreuzung der Straße von Wellaune nach Hohenprießnitz mit dem Weg von Oberglaucha zur Noitzscher Heide | Klinge einer Hieb- oder Stichwaffe und jüngere Wegbezeichnungen eingeritzt, Schutz seit 12. September 1974    |      |
| ?          | Grabmal > Grabhügel | Zschepplin     | 4 Hügelgräber             | Bronzezeit      | westnordwestlich des Orts, Noitzscher Heide, Forstrevier Tiefensee Abteilung 805, auf dem Hühnerberg                        | verflachte gekesselte Hügel, Schutz seit 1. November 1957                                                     |      |